# Najdłuższy dzień

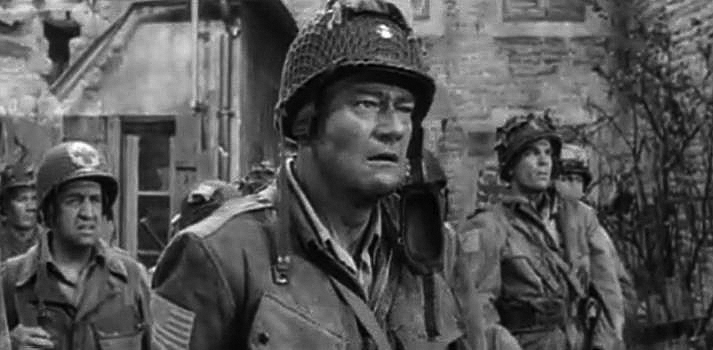
John Wayne (w środku) w jednej ze scen filmu

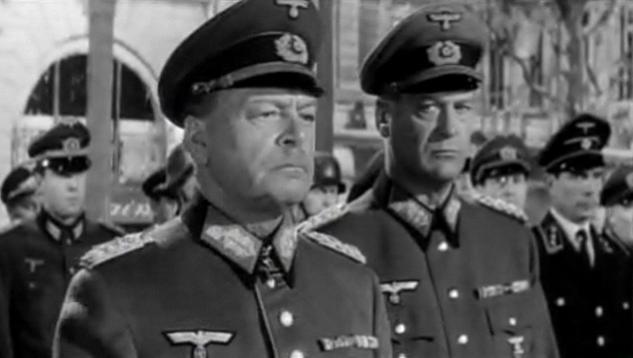
Paul Hartmann (z lewej) i Curd Jürgens

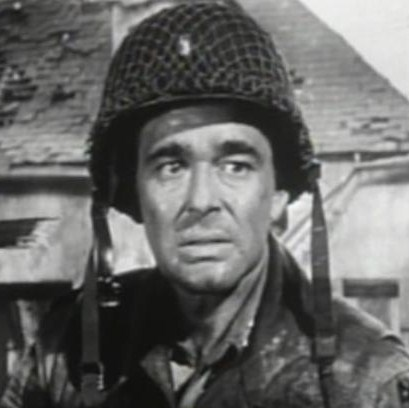
Stuart Whitman w filmie

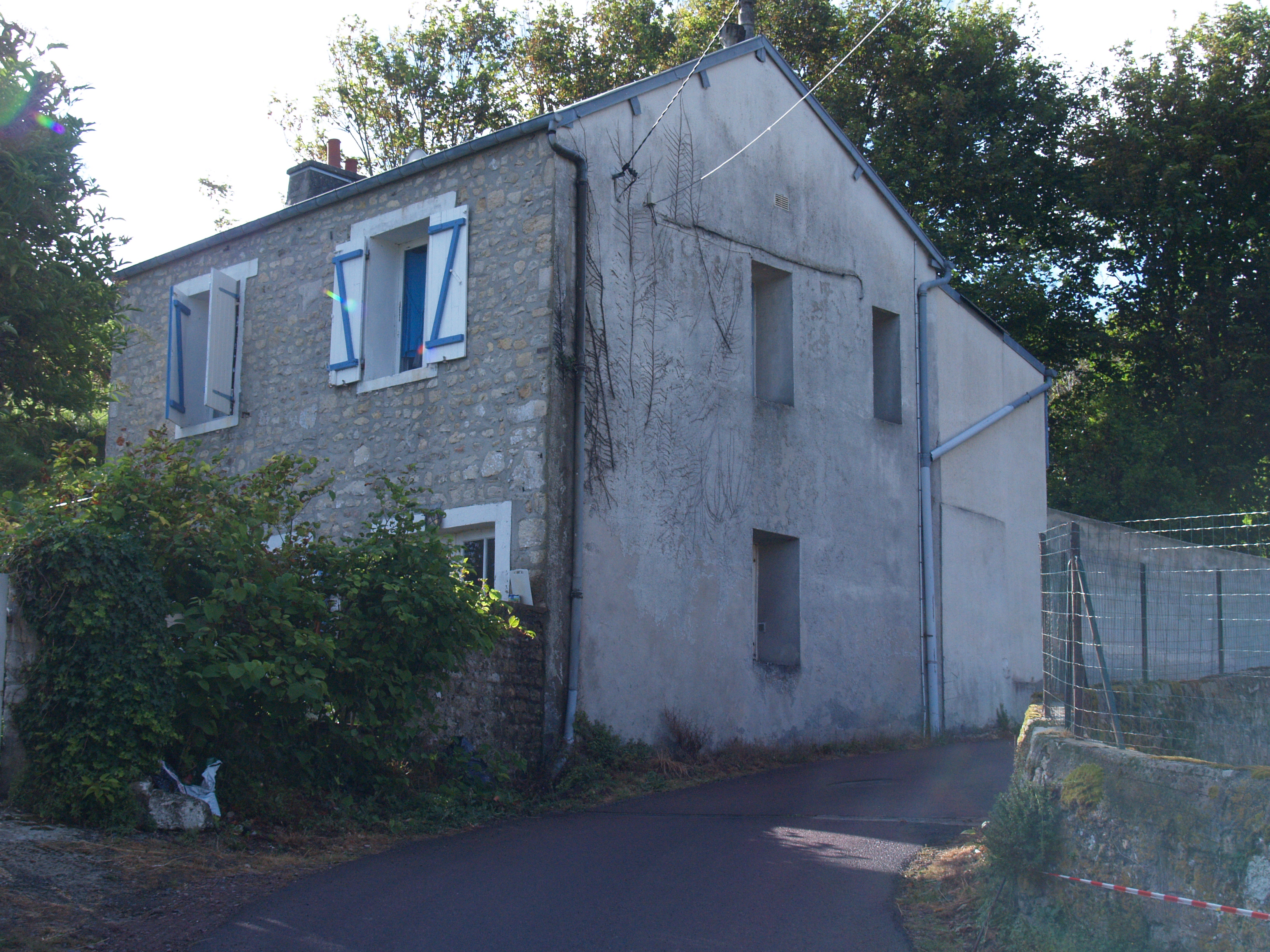
Dom, w którym obywatel Francji świętuje wyzwolenie. Stan aktualny

Najdłuższy dzień (ang. The Longest Day) – amerykański czarno-biały film wojenny z 1962 na podstawie książki Corneliusa Ryana pod tym samym tytułem. Filmowa rekonstrukcja przygotowań i przebiegu lądowania w Normandii 6 czerwca 1944 z perspektywy aliantów i Niemców.
Zdjęcia kręcono we Francji na terenie departamentów: Calvados (m.in. Caen), Charente-Maritime, Górna Korsyka i Manche.

## Obsada

### Amerykanie
- Eddie Albert jako Pułkownik Thompson, 29. Pułk Piechoty
- Paul Anka jako U.S. Ranger
- Richard Beymer jako szeregowiec Arthur 'Dutch' Schultz, 82. Dywizja Powietrznodesantowa
- Red Buttons jako szeregowiec John Steele, 82. Dywizja Powietrznodesantowa
- Ray Danton jako kapitan Frank
- Fred Dur jako Major Rangersów
- Fabian Forte jako U.S. Ranger
- Mel Ferrer jako generał Robert Haines
- Henry Fonda jako generał brygady Theodore Roosevelt Jr., zastępca dowódcy 4. Dywizji Piechoty
- Steve Forrest jako kapitan Harding, 82. Dywizja Powietrznodesantowa
- Henry Grace jako generał Dwight D. Eisenhower, głównodowodzący wojsk sprzymierzonych
- Jeffrey Hunter jako sierżant John H. Fuller
- Alexander Knox jako generał Walter Bedell Smith, szef sztabu SHAEF
- Dewey Martin jako szeregowiec Wilder
- Roddy McDowall jako szeregowiec Morris, 4. Dywizja Piechoty
- John Meillon jako Admirał Alan G. Kirk, dowódca Amerykańskiej Marynarki Wojennej
- Sal Mineo jako szeregowiec Martini
- Robert Mitchum jako generał brygady Norman Cota, zastępca dowódcy 29. Dywizji Piechoty
- Edmond O’Brien jako generał Raymond O. Barton, dowódca 4. Dywizji Piechoty
- Ron Randell jako Joe Williams
- Robert Ryan jako generał brygady James Gavin, zastępca dowódcy 82. Dywizji Powietrznodesantowej
- Tommy Sands jako U.S. Ranger
- George Segal jako U.S. Ranger
- Rod Steiger jako Dowódca niszczyciela
- Nicholas Stuart jako generał Omar Bradley, dowódca 1. Armii Amerykańskiej
- Tom Tryon jako porucznik Wilson, 82. Dywizja Powietrznodesantowa
- Robert Wagner jako U.S. Ranger
- John Wayne jako Podpułkownik Benjamin Vandervoort, dowódca 2. Batalionu, 505. Pułku Piechoty Spadochronowej
- Stuart Whitman jako porucznik Sheen, 82. Dywizja Powietrznodesantowa

### Brytyjczycy
- Patrick Barr jako kapitan grupy James Martin Stagg
- Richard Burton jako Oficer lotnictwa David Campbell
- Bryan Coleman jako Ronald Callen
- Sean Connery jako szeregowiec Flanagan
- Leo Genn jako Brygadier Edwin P. Parker Jr.
- John Gregson jako Kapelan 6. Dywizji Powietrznodesantowej
- Donald Houston jako pilot RAF
- Simon Lack jako Marszałek lotnictwa Trafford Leigh-Mallory, dowódca alianckich sił lotniczych
- Peter Lawford jako Brygadier Lord Lovat
- Michael Medwin jako szeregowiec Watney, 3. Dywizja Piechoty
- Kenneth More jako kapitan Colin Maud
- Louis Mounier jako Marszałek lotnictwa Arthur William Tedder, zastępca dowódcy sił sprzymierzonych
- Leslie Phillips jako Oficer RAF
- Trevor Reid jako generał Bernard Montgomery, dowódca połączonych sił naziemnych
- John Robinson jako Admirał Bertram Ramsay, dowódca połączonych sił marynarki
- Norman Rossington jako szeregowiec Clough
- Richard Todd jako major John Howard
- Richard Wattis jako brytyjski spadochroniarz

### Francuzi
- Arletty Bathiat jako Madame Barrault
- Jean-Louis Barrault jako ksiądz Louis Roulland
- André Bourvil jako Burmistrz Colleville
- Irina Demick jako Janine Boitard (francuski ruch oporu)
- Fernand Ledoux jako Louis
- Christian Marquand jako Komandor porucznik Philippe Kieffer, dowódca komandosów francuskiej marynarki
- Madeleine Renaud jako Matka przełożona
- Georges Rivière jako sierżant Guy de Montlaur
- Jean Servais jako Kontradmirał Janjard
- Georges Wilson jako Alexandre Renaud

### Niemcy
- Hans Christian Blech jako Major Werner Pluskat, 352. Dywizja Piechoty
- Wolfgang Büttner jako generał piechoty Dr Hans Speidel, szef sztabu Grupy Armii B
- Gert Fröbe jako plutonowy wiozący termosy
- Paul Hartmann jako Feldmarszałek Gerd von Rundstedt, dowódca Frontu Zachodniego
- Werner Hinz jako Feldmarszałek Erwin Rommel, dowódca Grupy Armii B
- Karl John jako generał Wolfgang Häger
- Curd Jürgens jako generał piechoty Günther Blumentritt, szef sztabu Frontu Zachodniego
- Til Kiwe jako kapitan Helmuth Lang
- Wolfgang Lukschy jako generał armii Alfred Jodl, szef Sztabu Dowodzenia Wehrmachtu
- Kurt Meisel jako Ernst Düring
- Richard Münch jako generał artylerii Erich Marcks
- Hartmut Reck jako Bernhard Bergsdorf
- Heinz Reincke jako podpułkownik Luftwaffe Josef Priller
- Ernst Schröder jako generał armii Hans von Salmuth
- Heinz Spitzner jako Helmuth Meyer
- Wolfgang Preiss jako generał Max Pemsel, szef wywiadu 7 Armii
- Peter van Eyck jako Podpułkownik Ocker, dowódca operacji Luftwaffe

## Nagrody i nominacje
Oscary za rok 1962
- Najlepsze zdjęcia w filmie czarno-białym – Jean Bourgoin, Walter Wottitz
- Najlepsze efekty specjalne – Robert MacDonald, Jacques Maumont
- Najlepszy film – Darryl F. Zanuck (nominacja)
- Najlepsza scenografia i dekoracje wnętrz w filmie czarno-białym – Ted Haworth, Léon Barsacq, Vincent Korda, Gabriel Béchir (nominacja)
- Najlepszy montaż – Samuel E. Beetley (nominacja)

Złote Globy 1962
- Najlepsze zdjęcia w filmie czarno-białym – Henri Persin, Walter Wottitz, Jean Bourgoin
- Najlepszy dramat (nominacja)